# Vižanovec
Vižanovec is een plaats in de gemeente Zlatar in de Kroatische provincie Krapina-Zagorje. De plaats telt 177 inwoners (2001).